# Susan Philipsz

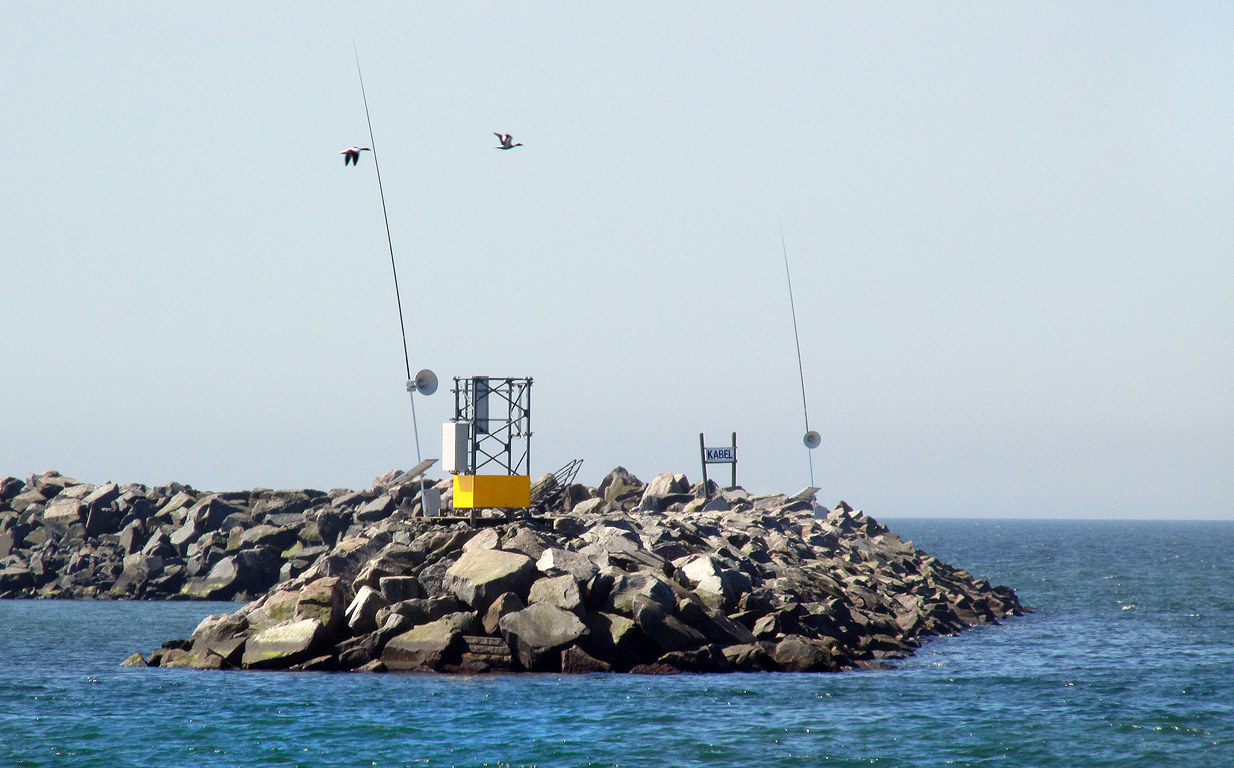
Högtalare på västra vågbrytaren, vid inloppet till Ystad, för Susan Philipsz ljudverk "The Distant Sound"

Susan Philipsz, född 1965 i  Glasgow, är en skotsk skulptör och ljudkonstnär.
Susan Philipsz är ett av sex barn i en familj med en invandrande burmesisk far. Hon växte upp i Maryhill i Glasgow.  Hon utbildade sig vid Duncan of Jordanstone College of Art i Dundee 1989–93 och därefter vid University of Ulster i Belfast 1993–94. Hon var chef för Catalyst Arts i Belfast under några år. Hon var ursprungligen skulptör, men har blivit mest känd för ljudinstallationer med utnyttjande av sin egen röst.
Susan Philipsz vann Turnerpriset 2010.